# غواص أصفر البطن
غواص أصفر البطن (الاسم العلمي: Gavia adamsii) (بالإنجليزية: Yellow-billed Loon)‏ هو نوع من الطيور يتبع جنس الغواص من الفصيلة الغواصية.